# Schwarzfahren
Schwarzfahren ist eine umgangssprachliche Bezeichnung für folgende Sachverhalte:
- Benutzung öffentlicher Verkehrsmittel ohne gültigen Fahrschein, siehe Beförderungserschleichung
- Führen eines Kraftfahrzeugs ohne gültige Fahrerlaubnis, siehe Fahren ohne Fahrerlaubnis
- Führen eines Kraftfahrzeugs ohne Einwilligung des Fahrzeughalters (§ 7 StVG), für strafrechtliche Folgen siehe unbefugter Gebrauch eines Fahrzeugs.

## Etymologie
Der Begriff ist wahrscheinlich eine Ableitung des rotwelschen Begriffs „schwärzen“, mit dem zunächst der Schmuggel, später alle mögliche Arten von illegalen Aktivitäten (z. B. Schwarzbrennerei) bezeichnet wurden.
Die Bezeichnung „schwarz“ stammt nach unterschiedlichen Quellen entweder von der Tatsache, dass solche Tätigkeiten meist in der Nacht durchgeführt wurden oder von der Gewohnheit der Schmuggler, die Gesichter zu schwärzen, um sich unkenntlich zu machen.

## Kritik an Verwendung
Im September 2020 beschloss der Senat von Berlin ein Diversity-Landesprogramm „zur Förderung des kompetenten Umgangs der Verwaltung mit Vielfalt“, in welchem er allen Mitarbeitern empfahl, künftig auf den Gebrauch von Begriffen wie „schwarz fahren“, „anschwärzen“ u. ä. zu verzichten und stattdessen „Fahren ohne gültigen Fahrschein“ bzw. „nachsagen / melden / denunzieren“ zu benutzen. Das von Justizsenator Dirk Behrendt (Bündnis 90/Die Grünen) initiierte Vorhaben wurde von den Oppositionsparteien FDP und CDU kritisiert. Auch die Verkehrsbetriebe in den Städten München und Nürnberg verzichten bereits seit einiger Zeit auf die Verwendung des Begriffs. Die Nürnberger Verkehrsbetriebe verwenden stattdessen den Begriff "Fahren ohne gültigen Fahrausweis".
Die Initiative Schwarze Menschen in Deutschland äußerte in einer Stellungnahme, dass der Begriff unabhängig von seinem Ursprung heutzutage eine rassistische Konnotation habe: „Ungeachtet der Frage, ob der Begriff schon ursprünglich für die Herabwürdigung von Schwarzen Menschen durch die Assoziation mit Illegalität, strafbarem Verhalten, Betrug, dem Erschleichen von Leistungen, dem verdächtig- und Fehl-am-Platz Sein verwendet wurde, entfaltet er in der rassistischen Gegenwart in Deutschland seit Jahrzehnten eben diese Wirkung.“